# Ilana Yahav

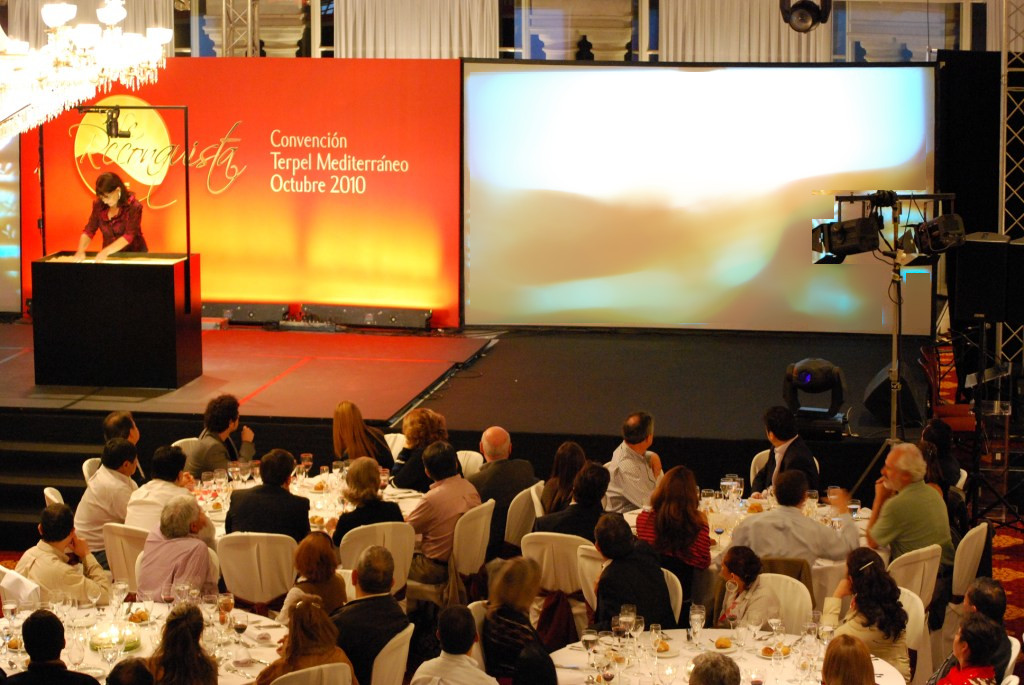
Yahav während ihrer Aufführung bei der Convensión Terpel Mediterráneo 2010

Ilana Yahav ist eine israelische Performancekünstlerin der Sandanimation. 
Yahav zeigte ihre Kunst u. a. in der jährlichen Eröffnungsgala der Botanica in Videoclips und anderen Aufführungen weltweit.

## Leben
Yahav studierte die Kunst der Sandanimation in Hollywood, New York und London. Danach betrieb sie ein Studio zur Herstellung realistischer Puppen aus Latex und spezialisierte sich dabei auf Spezialeffekte für Filmproduktionen und Werbung. Während dieser Zeit produzierte sie auch Puppen für das politische Satireprogramm des israelischen Fernsehsenders „Chartzufim“, basierend auf der britischen Show Spitting Image. Weitere Aufführungen hatte Yahav im Moskauer Kreml, vor dem König von Spanien und dem König von Belgien.